# Chiesa di San Giuseppe Benedetto Cottolengo (Torino)
La chiesa di San Giuseppe Benedetto Cottolengo è una chiesa parrocchiale di Torino che si trova nel quartiere Madonna di Campagna, nella Circoscrizione 5 della città.

## Storia
Voluta dall'arcivescovo di Torino cardinal Maurilio Fossati, la prima piccola chiesa, realizzata dall'allora giovane presbitero don Vittorio Ferrero, venne benedetta nel 1935 da monsignor Giuseppe Garneri (vescovo) e intitolata a Giuseppe Benedetto Cottolengo, proclamato santo da Papa Pio XI solo un anno prima, nel 1934.
La grande chiesa attuale, che si affaccia su corso Potenza, venne progettata solo nel 1949, per poi essere inaugurata nel dicembre del 1958.